# Aristochroa
Aristochroa is een geslacht van kevers uit de familie van de loopkevers (Carabidae). De wetenschappelijke naam van het geslacht is voor het eerst geldig gepubliceerd in 1898 door Tschitscherine.

## Soorten
Het geslacht Aristochroa omvat de volgende soorten:
- Aristochroa aba Tian, 2004
- Aristochroa abrupta Kavanaugh & Liang, 2003
- Aristochroa balangensis Xie et Yu, 1993
- Aristochroa casta Tschitscherine, 1898
- Aristochroa chuanxiensis Tian, 2004
- Aristochroa deqinensis Xie et Yu, 1993
- Aristochroa deuvi Xia et Yo, 1993
- Aristochroa dimorpha Zamotajlov & Fedorenko, 2000
- Aristochroa exochopleurae Kavanaugh & Liang, 2006
- Aristochroa freyi Straneo, 1938
- Aristochroa gratiosa Tschitscherine, 1898
- Aristochroa kangdingensis Zamotajlov & Fedorenko, 2000
- Aristochroa kaznakovi Tschitscherine, 1903
- Aristochroa lama Tian, 2004
- Aristochroa lanpingensis Tian, 2004
- Aristochroa latecostata Fairmaire, 1887
- Aristochroa longiphallus Tian, 2004
- Aristochroa militaris Sciaky et Wrase, 1997
- Aristochroa morvani Tian, 2004
- Aristochroa mosuo Tian, 2004
- Aristochroa panda Tian, 2004
- Aristochroa perelegans Tschitscherine, 1898
- Aristochroa sciakyi Zamotajlov & Fedorenko, 2000
- Aristochroa splendida Kavanaugh & Liang, 2006
- Aristochroa venusta Tschitscherine, 1898
- Aristochroa venustoides Xie et Yu, 1993
- Aristochroa wangi Xie et Yo, 1993
- Aristochroa watanabei Ito & Imura, 2005
- Aristochroa yuae Kavanaugh & Liang, 2006
- Aristochroa zhongdianensis Liang & Yu, 2002